# Coreenii din România
România are o comunitate foarte mică de coreeni. Potrivit datelor oficiale, 493 de sud-coreeni locuiau în România la finalul anului 2015. La polul opus, nu sunt cetățeni nord-coreeni rezidenți în România. Anual, în România sunt organizate festivaluri de film și culturale dedicate comunității coreene.
În 1952, România a primit 3.000 de copii și tineri coreeni refugiați în timpul războiului din Coreea. Aproximativ 1.000 dintre aceștia erau elevi de liceu sau studenți. Copiii au fost repartizați în mai multe centre, cei mai mulți în București.